# Comuna Tătărăștii de Jos, Teleorman
Tătărăștii de Jos este o comună în județul Teleorman, Muntenia, România, formată din satele Lada, Negrenii de Sus, Negrenii-Osebiți, Negreni, Obârtu, Slăvești și Tătărăștii de Jos (reședința).

## Demografie
Componența etnică a comunei Tătărăștii de Jos
     Români (89,31%)
     Romi (2,66%)
     Alte etnii (8,03%)
Componența confesională a comunei Tătărăștii de Jos
     Ortodocși (90,86%)
     Alte religii (0,7%)
     Necunoscută (8,44%)
Conform recensământului efectuat în 2021, populația comunei Tătărăștii de Jos se ridică la 3.162 de locuitori, în scădere față de recensământul anterior din 2011, când fuseseră înregistrați 3.779 de locuitori. Majoritatea locuitorilor sunt români (89,31%), cu o minoritate de romi (2,66%). Din punct de vedere confesional, majoritatea locuitorilor sunt ortodocși (90,86%), iar pentru 8,44% nu se cunoaște apartenența confesională.

## Istorie
La sfârșitul secolului al XIX-lea, comuna făcea parte din plasa Teleormanului al județului Teleorman, și era alcătuită doar din satul de reședință cu același nume, având o populație de 734 de locuitori. În comună funcționa o școală mixtă și două biserici. La acea vreme, pe teritoriul actual al comunei, în aceiași plasă funcționau comunele Lada, Zlotești și Slăvești, iar în plasa Glavaciocul a județului Vlașca, funcționa comuna Negreni. Comuna Lada era alcătuită din satele Lada și Obârtu, având o populație de 324 de locuitori. În comună funcționa o biserică și o școală mixtă frecventată de 11 elevi. Comuna Zlotești era alcătuită doar din satul cu același nume, având o populație de 722 de locuitori. În comună funcționa o școală mixtă și o biserică. Comuna Slăvești era alcătuită și ea, tot din satul cu același nume, având o populație de 767 de locuitori. În comună funcționa o școală mixtă și o biserică. Comuna Negreni era alcătuită din satele Negrenii de Jos, Negrenii-Osebiți și Negrenii de Sus, cu o populație de 1288 de locuitori. În comună funcționa o biserică și o școală mixtă frecventată de 23 de băieți (dintre care 3 fete).
În 1925, Anuarul Socec consemnează comuna în plasa Slăvești a aceluiași județ, având o populație de 716 de locuitori (în satele Poporogi, Tătărăștii de Jos și Turești). Comuna Lada este desființată și comasată cu comuna Slăvești, care este consemnată ca fiind reședința plășii Slăvești a aceluiași județ, având o populație de 1427 de locuitori. Comuna Zlotești este consemnată și ea în aceiași plasă, având o populație de 900 de locuitori. Comuna Negreni este consemnată în plasa Glavaciocul (aceiași plasă, din care făcea parte și anterior) a județului Vlașca, și avea la acea vreme, o populație de 1846 de locuitori. În anul 1931, comuna era împărțiță în satele Ochești, Tătărăștii de Jos și Turești.
În anul 1950, comunele au trecut în administrația raionului Videle al regiunii Teleorman, raion care, doi ani mai târziu, a fost inclus în regiunea București. Între timp, satele Ochești și Turești sunt desființate și contopite cu satul Tătărăștii de Jos.
În anul 1968, comuna a trecut la județul Teleorman, căpătând actuala formă. Tot atunci, comunele Slăvești și Negreni, sunt desființate, iar satele lor au fost trecute la comuna Tătărăștii de Jos, iar satul Zlotești a fost desființat, fiind contopit cu satul Tătărăștii de Jos.

## Politică și administrație
Comuna Tătărăștii de Jos este administrată de un primar și un consiliu local compus din 11 consilieri. Primarul, Aurelian Neagoe[*], de la Partidul Social Democrat, este în funcție din 2016. Începând cu alegerile locale din 2024, consiliul local are următoarea componență pe partide politice:
|  | Partid                                    | Consilieri | Componența Consiliului | Componența Consiliului | Componența Consiliului | Componența Consiliului | Componența Consiliului | Componența Consiliului |
|  | ----------------------------------------- | ---------- | ---------------------- | ---------------------- | ---------------------- | ---------------------- | ---------------------- | ---------------------- |
|  | Partidul Social Democrat                  | 6          |                        |                        |                        |                        |                        |                        |
|  | Alianța Dreapta Unită Usr - Forța Dreptei | 3          |                        |                        |                        |                        |                        |                        |
|  | Partidul Național Liberal                 | 1          |                        |                        |                        |                        |                        |                        |
|  | Partidul Mișcarea Populară                | 1          |                        |                        |                        |                        |                        |                        |

## Personalități născute aici
- Nicolae Șerbănescu (1914 - 1999), profesor universitar.